# Суриков, Иван Владимирович
Иван Владимирович Суриков (исп. Wañya, нем. Wanja, англ. Wanya) (8 августа 1965) — современный русский художник, известный в первую очередь своим новым взглядом на искусство в целом.

## Биография
Был избран Художником Мира в 1989 году на «Весеннем конгрессе авангарда» в Москве. С тех пор он исследует значение этого звания и с каждой новой работой становится яснее значение Художника Мира для искусства.
Впоследствии занимался художественной и выставочной деятельностью в Москве.
Член Московского союза художников (Секция художников монументально-декоративного искусства)
В 1993 году поступил в академию художеств Штутгарт Staatliche Akademie der Bildenden Künste Stuttgart, а после её окончания продолжил обучение в аспирантуре.
С 1999 участвует в интернациональном художественном проекте «Марипоса» на острове Тенерифе
Живёт в Москва и Тенерифе.

## Стиль
Трансверсальные иконы Ивана Сурикова стоят обособленно как от традиционной, так и от современной живописи.
Формально они относятся к периоду архаики: фигуры изображены босыми, в длинных одеждах, их лики обращены к зрителю. Они изображают скорее типы, а не индивидуумы. Но центральное место в его картинах занимают не образы Христа или другого святого, а сам Художник и Искусство.
Произведения Ивана Сурикова напоминают объекты синтетического сакрального культа. В своих работах он объединяет разные изобразительные традиции — помимо базового канона православной иконы, там встречаются элементы индуизма, буддизма и ислама.

Творчество и выставки
- 2015 Персональная выставка в Музее Современного Искусства «TEA»[1], Санта-Крус-де-Тенерифе, Канарские острова.
- 2015 Участие в коллективной выставке ювелирных украшений в галерее «BRONZO» , Сан-Кристобаль-де-ла-Лагуна, Канарские острова..
- 2009 Московская биеннале современного искусства Искусства Проект: Иван Суриков «Герб Мира & Mariposa»[2], Москва.
- 2008 Персональная выставка в Музей икон (Франкфурт-на-Майне)[3], Франкфурт-на-Майне, Германия.
- 2004 Lee Colins, S.C. de Tenerife
- 2000 Hospitalhof, Stuttgart
- 1999 Galerie Sebastianskapelle, Ulm
- 1996 Galerie F&M Schwarz, Koln
- 1995 Galerie Hans-Jurgen Muller, Stuttgart